# Publi Afrani Potit
Publi Afrani Potit (en llatí Publius Afranius Potitus) va ser un senador romà del segle i. Formava part de la gens Afrània, una gens romana d'origen plebeu.
Mentre Calígula estava malalt amb fortes febres, va jurar donar la seva vida a canvi de la de l'emperador, esperant ser recompensat per la seva devoció. Quan Calígula es va posar bo, Afrani no estava disposat a complir el seu vot, i l'emperador el va obligar a vestir-se com la víctima d'un sacrifici, va ser passejat pels carrers i va ser executat a la porta Collina.